# Giovanni Gazzinelli
Giovanni Gazzinelli (Araçuaí, 6 september 1927 - 14 januari 2020) was een Braziliaans geneesheer en wetenschapper met een Doctor of Philosophy in de biochemie, met een specialisatie in immunologie.
Hij ontving een grootkruis in de Braziliaanse Orde van Wetenschappelijke Verdiensten.